# Радослав В. Жикић
Радослав В. Жикић (Тамнич, 13. октобар 1948 — Крагујевац, 2008) био је редовни професор Природно-математичког факултета Универзитета у Крагујевцу. Аутор је више књига, бројних чланака у научним часописима, учесник конференција у земљи и иностранству. Један од оснивача и први председник Српског биолошког друштва Стеван Јаковљевић у Крагујевцу.

## Биографија
Радослав Жикић је рођен 13. октобара 1948. године у Тамничу, општина Неготин. Основну школу је завршио у Бруснику, а гимназију у Зајечару (1963-1967). Дипломирао је на Природословно-математичком факултету у Свеучилиштва у Загребу, на студијској групи Биологија, 1972. године. На истом Свеучилишту је и магистрирао, 1974. године, на постдипломским студијама Океанологије. Докторску дисертацију, под називом Утицај кадмијума на активност хистопротективних ензима у ткивима сребрног караша Carassius auratus gibelio (Bloch) 1783. и шарана - Ciprinus carpio Linne 1758, одбранио је на Природно – математичком факултету у Крагујевцу, 1986. године.
Од 1972. до 1975. године радио је као истраживач у лабораторији за екологију и систематику Центра за истраживање мора у Ровињу. Од 1975. до 1980. године предаје биологију у Гимназији у Пазину. На Природно-математичком факултету у Крагујевцу бива изабран за асистента, 1980. године, а за доцента 1986. године. Бира се у звање ванредног професора 1994. године, а за редовног професора 2000. године, на истом факултету. Бавио се научно истраживачким радом у области анимална физиологија, што је документовано великим бројем научних радова. Библиографија Радослава Жикића обухвата 254 библиографске јединице (34 рада у међународним часописима са ISI (SCI) листе, 48 радова у националним часописима и 172 саопштења са са међународних и националних научних скупова). Учествовао је и у бројним научно-истраживачким пројектима. Објавио је четири уџбеника, три монографије и један практикум.
Радослав Жикић је један од оснивача и први председник Српског биолошког друштва Стеван Јаковљевић у Крагујевцу. Својим ангажовањем дао је пресудан допринос у оснивању Ботаничке баште и Акваријума, у оквиру Института за биологију и екологију Природно-математичког факултета у Крагујевцу.
Био је члан Друштва физиолога Србије, Друштва еколога Србије и члан New York Academy of Science, od 1997. godine.
Од 1994—1996. године је на дужности продекана за наставу и научни рад, а за функцију декана Природно-математичког факултета у Крагујевцу обавља у два мандата - 1994—1996. године и од 2006. године, па до смрти 2008. године.
Након смрти Радослава Жикића, основан је Фонд Проф.др Радована Жикића и установљена награда, која се сваке године додељује најбољем студенту биологије на Природно-математичком факултету у Крагујевцу.

## Селективна библиографија

### Монографске публикације
- Вежбе из физиологије животиња (1990)  6317324

1. Електрични органи, емитовање светлости и промена боја код животиња (1993)  6317324
2. Општа биологија мора : (хидробиологија II) (1999)  157902343
3. ТОКСИКОЛОШКИ значај заштите од оксидационих оштећења (2000)  155548167
4. Екофизиологија и екотоксикологија животиња (2007) 141471244
5. ИГОР Андрејевич Рудски : живот и дело (2007)  111143436

### Приређивачки рад, монографије објављене постхумно
- ТАМНИЧ кроз векове (2010)  170247180

1. 60 година Подружнице Српског биолошког друштва и Српског биолошког друштва "Стеван Јаковљевић" у Крагујевцу : (1949-2009) (2010)  174880268